# Rajadell
Rajadell là một đô thị trong comarca Bages, tỉnh Barcelona, Catalonia, Tây Ban Nha.
| 1900 | 1930 | 1950 | 1970 | 1981 | 1986 | 2006 |
| ---- | ---- | ---- | ---- | ---- | ---- | ---- |
| 455  | 803  | 653  | 534  | 256  | 286  | 467  |